# کرنا

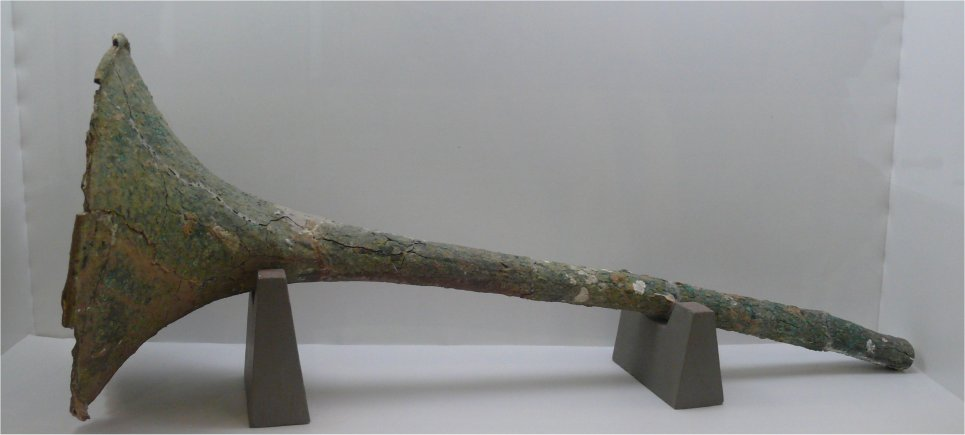
کرنای هخامنشی

کَرنا یکی از کهن‌ترین سازهای بادی ایران است که در خانواده سازهای بادی قمیش دار دسته‌بندی می‌شود. بر اساس نوشته‌های تاریخی و اشیاء مکشوفه از امپراطوری هخامنشی، پیشینه ۲۵۰۰ ساله اش، قطعی به نظر می‌رسد. هرودوت مورخ یونانی عهد باستان می‌نویسد: «در زمان کورش بزرگ، سپاهیان با صدای شیپور حاضر باش، رهسپار میدان جنگ می‌شدند.» به دلایلی که خواهد آمد، شیپور مورد نظر هرودوت، همان ساز کرناست. استرابون دیگر مورخ یونانی، نشانی دقیق تری به ما می‌دهد. وی با اشاره به دوره‌های آموزشی شاهزادگان و امیر زادگان هخامنشی می‌نویسد: «هر روز پیش از دمیدن آفتاب، جوانان با صدای کرنا به تمرین‌های نظامی فرا خوانده می‌شدند. مربیان، پسران را به دسته‌های ۵۰ نفری تقسیم می‌کردند و ریاست هر دسته را به یکی از پسران شاه یا یکی از امیر زادگان می‌سپردند.» بر این اساس معلوم می‌شود کرنا در گذشته یک ساز حکومتی بوده و برای اعلان‌ها، جشن‌ها و جنگ‌ها به کار می‌رفته‌است. اما سندی از این بهتر، یک شیپوره مفرغی است که در سال ۱۳۳۶ خورشیدی (۱۹۵۷ میلادی) از نزدیکی آرامگاه منسوب به داریوش سوم در نزدیکی پارسه پیدا شد. بلندای این نمونه منحصر به فرد ۱۲۰، قطر دهانه بیرونی ۵۰ و قطر دهانه کوچک و محل نواختن دهان ۵ سانتی‌متر است و هم اینک در گنجینه ی دیرینکده تخت جمشید استان فارس نگهداری می‌شود. ساز یاد شده به کرنای هخامنشی یا پارسی نیز شهرت دارد. با توجه به این که معمولاً در آرامگاه پادشاهان دوران باستان، اشیاء گرانقیمت و دارای افتخار دفن می‌شده‌است، چنین به نظر می‌رسد کرنا در ساختار حکومتی هخامنشیان، چیزی بیش از یک ابزار موسیقایی بوده و به گمان میرسد نمادی از قدرت امپراطوری محسوب می‌شده‌است.

با توجه به مستندات تاریخی، چنین می‌نماید استان فارس در جنوب ایران، یگانه خاستگاه اصلی این ساز باشد. به همین دلیل در بیشتر نوشته‌های تاریخی همواره از آن به عنوان کرنای فارس یاد می‌شود. نگاهی به ساختمان کرنای هخامنشی، نشان می‌دهد که این ساز جد کرنای امروزی است. دهانه ورودی کرنای هخامنشی ۵ سانتی‌متر قطر دارد و پر واضح است که هیچ نوازنده‌ای نمی‌تواند آن را در دهان خود قرار دهد. در واقع چیزی که از عهد باستان بر جای مانده، تنها بخشی از بدنه کرناست و دو بخش دیگرش که غیر فلزی بوده‌اند، به مرور زمان پوسیده‌اند.

## واژه شناسی
واژه «کرنا» از دو بخش تشکیل شده، «کَر» یا «کار» به معنای جنگ و «نا» یا «نای» به معنای نی یا شیبور. و در کل کرنا یعنی نای جنگی یا شیبور جنگی. البتّه برخی معتقدند این آلت موسیقی در اصل با Cornu در لاتین و Horn در انگلیسی ریشه مشترک دارد، و علت نامگذاری آن این بوده که در ابتدا از شاخ حیوانات ساخته میشده است. در کلمه ذوالقرنین (که بعضی محققین معتقند اشاره به کورش دارد) قرن به معنی شاخ است که عربی شده کرن در فارسی میباشد. 

## ساختار
کرنا از سه بخش اصلی تشکیل می‌شو د و جزو معدود سازهای دوجنسی جهان به‌شمار می‌آید. چنان که می‌دانید غالب سازهای بادی، به دو دسته بادی چوبی و بادی برنجی تقسیم‌بندی می‌شوند. ولی کرنا در هیچ یک از این دو دسته جای نمی‌گیرد. زیرا یک بخش کاملاً چوبی با طولی حدود ۳۵ تا ۵۰ سانتی‌متر به نام دسته دارد که رویش هشت سوراخ و در پشت نیز یک سوراخ تعبیه می‌شود. بخش دوم یک شیپوره برنجی به طول ۴۵ تا ۶۰ سانتی‌متر است. بخش سوم اش «میل کرنا» خوانده می‌شود و آن از یک لوله نازک برنجی یا چوبی تشکیل می‌شود که در انتهایش یک قمیش از جنس نی دارد و نوازنده با دمیدن در این قمیش، هسته اصلی صدا را تولید می‌کند. اما این صدا تا به کیفیت مورد نظر برسد، راه درازی در پیش دارد. ابتدا در بخش چوبی توسط انگشتان نوازنده با نت‌های مختلف می‌چرخد تا یک ملودی جذاب شکل بگیرد. صدای تولید شده در بدنه چوبی، شدت لازم را ندارد و در عین حال خیلی شفاف نیست. بخش فلزی یا شیپوره به عنوان تمام‌کننده صدای کرنا، هم به نوای ساز حجم می‌دهد و هم شفافیت آن را بالا می‌برد. به‌طوری‌که از مسافت‌های دور هم می‌توان صدای کرنا را شنید.

کرناهای امروزی بین ۷۵ تا ۱۱۰ سانتی‌متر طول دارند. ولی کرنای هخامنشی با توجه به طول ۱۲۰ سانتی متری بخش فلزی اش، چنین به نظر می‌رسد که حدود ۱۷۰ سانتی‌متر طول داشته‌است. گستره صدادهی این ساز معمولاً یک هنگام است. ولی نوازندگان چیره دست می‌توانند محدوده بیشتری را بنوازند که غالباً شامل نت‌های اصلی مانند شاهد، چهارم و پنجم است.

## پراکندگی جغرافیایی

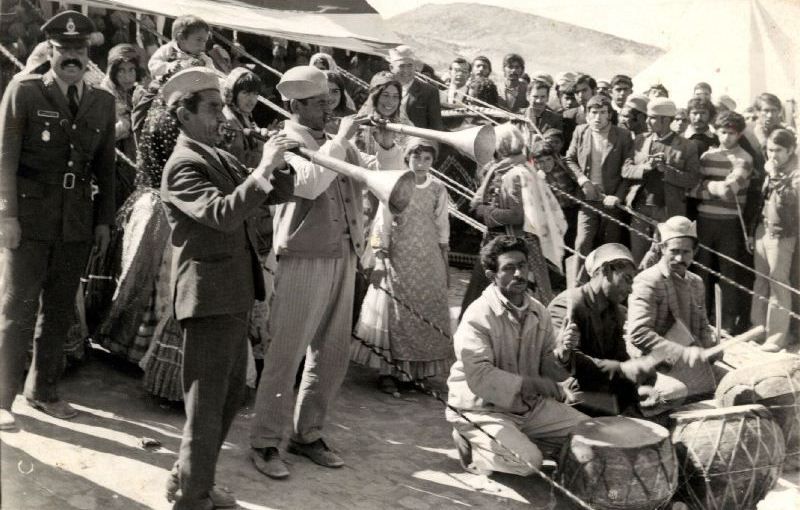
چنگی‌های قشقایی در حال نواختن کرنا و نقاره

امروزه با گذشت هزاران سال از عهد باستان، این ساز در سرزمین‌های دیگر مشاهده نمی‌شود و تنها در پیرامون منطقه فارس، بین  لرهای بختیاری، کهگیلویه و بویراحمد و ممسنی، ایلات خمسه و ایل قشقایی رواج دارد. وجود دو نمونه کرنا در شمال ایران معروف به کرنای لاهیجان و دیگری کرنای مورد استفاده در حرم امام هشتم شیعیان معروف به کرنای رضوی، خدشه‌ای به این جغرافیای انحصاری کرنای فارس وارد نمی‌کند. زیرا اساساً ساختمان دو نمونه کرنای یاد شده، با کرنای فارس تفاوت بنیادین دارد و شیوه نواختن شان هم به‌طور کل متفاوت است. دیگر این که دو کرنای شمال و شرق ایران قادر به نواختن ملودی نیستند و تنها دو صدای متفاوت تولید می‌کنند که در گذشته بیشتر برای ایجاد یک حجم صوتی به منظور اعلان یا اخطار مورد استفاده قرار می‌گرفته‌اند.

## خصوصیات
کرنا به دلیل خصوصیات منحصر به فردش معمولاً با سازهای مجلسی جفت و جور نیست و در کاربردهای امروزی همانند گذشته، غالباً با دهل یا نقاره همراهی می‌شود. در نتیجه گروه نوازی با آن چندان معمول نیست و پیشینه‌ای هم ندارد. اما در چند سال اخیر تلاش‌هایی برای ارائه گروه نوازی با حضور کرنا صورت گرفته‌است که از نخستین نمونه‌ها می‌توان به کرنانوازی خسرو سلطانی در اثر «نوبانگ کهن» با همراهی حسین علیزاده اشاره کرد. سلطانی در این اثر با دو ساز کرنا و سرنا که هر دو هویتی بومی دارند، به اجرای موسیقی دستگاهی پرداخته و همچنین در اثر دیگری به نام «ماهور کبیر» با همراهی یکی از ارکستر سمفونیک‌های اتریش، کرنا نواخته‌است. کرنا همانند دیگر سازهای جهان،سازی با قابلیت‌های عمومی است و در عین حال مجموعه از توانایی‌های انحصاری هم دارد. بنابراین ایجاد ترکیبات صوتی جدید و متفاوت از آن، امری کاملاً طبیعی می‌تواند باشد.

## پیشینه در ادبیات فارسی
فردوسی:

بفرمود تا بر درش کرنای، دمیدند با سنج و هندی درای

بیارای پیلان بزنگ و درای، جهان پر کن از نالهٔ کرنای

چو بشنید خاقان بزد کرنای، تو گفتی که کوه اندر آمد ز جای

بقلب اندرون توس نوذر بپای، به پیش سپه کوس با کرنای

سوی میمنه توس نوذر بپای، دل کوه پر نالهی کرنای/چوگودرز کشواد بر میسره، شده کوهآهن همه یکسره/سپهدار کاووس در قلبگاه، زهرسورده بر کشیده سپاه/بپیش سپاه اندرون پیلتن، که در جنگ هرگز ندیدی شکن
نظامی:

ناله کرنای و روئین خم، در جگر کرده زهره‌ها را گم

به غلغل درآمد جرس با درای، بجوشید خون از دم کرنای

خاقانی:

کوس حاج است که دیو از فزعش گردد کر، زو چو کرنای سلیمان دم عنقا شنوند